# 吉福尼瓦莱皮亚纳
吉福尼瓦莱皮亚纳（義大利語：Giffoni Valle Piana），是意大利萨莱诺省的一个市镇。总面积87平方公里，人口11993人，人口密度137.9人/平方公里（2009年）。ISTAT代码为065056。